# الین استوارت
 الین استوارت (انگلیسی: Elaine Stewart؛ ۳۱ مهٔ ۱۹۳۰ – ۲۷ ژوئن ۲۰۱۱) هنرپیشه اهل ایالات متحده آمریکا بود.
از فیلم‌هایی که در آن نقش‌آفرینی کرده می‌توان بد و زیبا (۱۹۵۲) و سرگذشت حاجی بابا (۱۹۵۴) و لباس پاره‌پوره (۱۹۵۷) را نام برد.